# میوسن میانه
| سامانه   | ردیف     | اشکوب      | میلیون سال پیش |
| -------- | -------- | ---------- | -------------- |
| کواترنری | پلیستوسن | گالئاسین   | → پس از آن     |
| نئوژن    | پلیوسن   | پیاچنزین   | ۲٫۵۸۸–۳٫۶۰۰    |
| نئوژن    | پلیوسن   | زانکلین    | ۳٫۶۰۰–۵٫۳۳۲    |
| نئوژن    | میوسن    | مسینین     | ۵٫۳۳۲–۷٫۲۴۶    |
| نئوژن    | میوسن    | تورتونین   | ۷٫۲۴۶–۱۱٫۶۰۸   |
| نئوژن    | میوسن    | سراوالین   | ۱۱٫۶۰۸–۱۳٫۶۵   |
| نئوژن    | میوسن    | لانگین     | ۱۳٫۶۵–۱۵٫۹۷    |
| نئوژن    | میوسن    | بوردیگالین | ۱۵٫۹۷–۲۰٫۴۳    |
| نئوژن    | میوسن    | آکوئیتانین | ۲۰٫۴۳–۲۳٫۰۳    |
| پالئوژن  | الیگوسن  | چاتین      | → پیش از آن    |

میوسن میانه (انگلیسی: Middle Miocene) یک زیردور از دور میوسن است که دو اشکوب لانگین و سراوالین را در بر می‌گیرد. میوسن میانی در ستون چینه‌شناسی پیش از میوسن پیشین است.
زیردور میوسن میانه از ۰٫۰۵ ± ۱۵٫۹۷ میلیون سال پیش تا ۰٫۰۰۵ ± ۱۱٫۶۰۸ میلیون سال پیش را در بر می‌گیرد. طی این دوره افت شدید دمای جهانی روی داد. این رخداد به‌نام اختلال میوسن میانی (Middle Miocene disruption) شناخته می‌شود.